# 고난정 (시가현)
고난정(甲南町)은 시가현 고카군에 설치되었던 정이다. 2004년 10월 1일, 미니쿠치정, 쓰치야마정, 고카정, 고난정, 시가라키정이 합병해 고카시가 되었기 때문에 폐지되었다.

## 역사
- 1943년 2월 11일 - 데라쇼정, 다쓰이케촌, 미나미소마촌,미야촌이 합병해 성립하였다.
- 2004년 10월 1일 - 미니쿠치정, 고카정, 쓰치야마정, 시가라키정과 합병해 고카시가 성립하였다. 동일 고난정은 폐지되었다.

## 교통

### 철도
- 서일본 여객철도
  - 구사쓰 선

### 도로
- 국도 제307호선